# Leo Karner

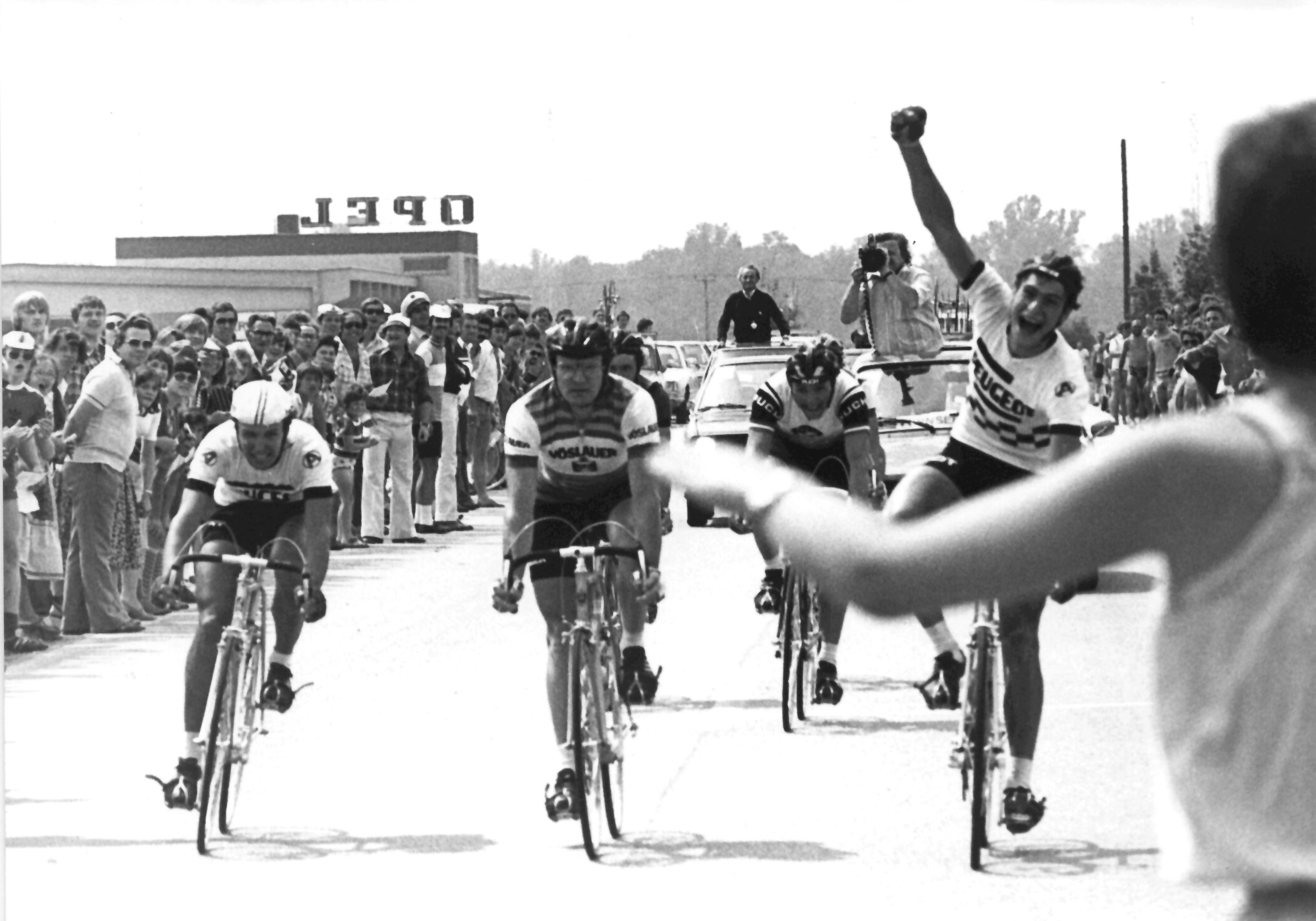
Österreichische Meisterschaft 1976: 1. Herbert Spindler, 2. Leo Karner, 3. Peter Muckenhuber, 4. Hans Summer

Leopold „Leo“ Karner (* 4. November 1952 in Annaberg (Niederösterreich)) ist ein ehemaliger österreichischer Radrennfahrer.

## Sportliche Laufbahn
Karner bestritt von 1967 bis 1983 Radsport. Er startete bei den Olympischen Sommerspielen 1976 in Montreal. Dort war er im Straßenradsport am Start. Im Mannschaftszeitfahren belegte das Team aus Österreich mit Leo Karner, Roman Humenberger, Rudolf Mitteregger und Hans Summer den 15. Rang.
1973, 1976 und 1979 siegte er in der Niederösterreich-Rundfahrt. 1973 wurde er hinter Kurt Schattelbauer Zweiter in der nationalen Meisterschaft im Straßenrennen. 1978 wurde er erneut Vize-Meister hinter Herbert Spindler. 1976 siegte er im Eintagesrennen Rund um Duisburg vor Hans Summer. 1977 gewann er die Militärweltmeisterschaft im Straßenrennen vor Frits Pirard. 1979 wurde er Zweiter bei Wien–Rabenstein–Gresten–Wien.
Die Österreich-Rundfahrt bestritt er neunmal. 1977 wurde er 4. und 1976 5. der Gesamtwertung. 1976, 1977 und 1979 gewann er jeweils eine Etappe der Österreich-Rundfahrt. In der Niedersachsen-Rundfahrt 1977 stand er als Zweiter beim Sieg von Hans Langerijs auf dem Podium. 
In Etappenrennen konnte er mehrfach Tagesabschnitte gewinnen. So war er 1977 in der Niedersachsen-Rundfahrt, 1979 in der Tour de l’Avenir und 1980 im Giro del Bergamasco erfolgreich. Karner fuhr die Tour de l’Avenir 1973 (44. Gesamtrang) und 1979 (ausgeschieden). Er startete in der Internationalen Friedensfahrt 1974, die er auf dem 72. Platz der Gesamtwertung beendete.
Im Bahnradsport gewann Karner zehn nationale Titel. Im 1000-Meter-Zeitfahren war er 1977, 1979 und 1980 erfolgreich. Die Meisterschaft in der Mannschaftsverfolgung holte er 1978. In der Einerverfolgung wurde Karner 1977, 1978, 1979 und 1980 Titelträger. Die Titel im Zweier-Mannschaftsfahren und im Punktefahren gewann er 1980.